# 29189 Udinsk
29189 Udinsk là một tiểu hành tinh vành đai chính với chu kỳ quỹ đạo là 2011.7228680 ngày (5.51 năm).
Nó được phát hiện ngày 16 tháng 10 năm 1990.